# باکینگهام (فلوریدا)
باکینگهام (به انگلیسی: Buckingham) یک منطقهٔ مسکونی در ایالات متحده آمریکا است که در شهرستان لی، فلوریدا واقع شده‌است. باکینگهام ۴۹٫۱ کیلومتر مربع مساحت و ۳٬۷۴۲ نفر جمعیت دارد و ۳ متر بالاتر از سطح دریا قرار دارد.